# 斗六甲
斗六甲，是臺灣彰化縣埤頭鄉的一個傳統地域名稱，位於該鄉東南部。相較於今日行政區，其範圍大致與陸嘉村相近。

## 歷史
台灣清治末期至日治初期，斗六甲地區為一街庄，稱為「斗六甲庄」，隸屬於東螺西堡。該庄北與三塊厝庄為鄰，東北一小段與牛稠仔庄為界，東與新庄仔庄、溪墘厝庄為鄰，南邊及西南邊為路口厝庄，西邊為大湖厝庄。
1901年（日治明治三十四年）11月，全台廢縣廳改設二十廳，該庄隸屬於彰化廳。1903年（明治三十六年）6月，該庄編入「小埔心區」，隸屬於彰化廳。1909年（明治四十二年）10月，合併二十廳為十二廳，小埔心區改隸屬於臺中廳。1920年（大正九年），廢廳、支廳、區、街庄（舊制）改設州、郡、街庄（新制）、大字，該庄改制為「斗六甲」大字，隸屬於臺中州北斗郡埤頭庄。
戰後埤頭庄改制為埤頭鄉，隸屬於臺中縣，大字亦改制為村。1950年10月，中、彰、投分治，埤頭鄉改隸屬彰化縣。

## 聚落
本地區發展較早的聚落為位於中部偏東南的主聚落斗六甲，在日治期初期的官方地圖上已有記載。

## 交通
國道1號又稱「中山高速公路」，是貫穿台灣西部的兩條縱向高速公路之一，大致以北北東—南南西走向轉縱向蜿蜒經過斗六甲地區東部邊界外不遠處。北斗交流道即在東郊，可與北側的縣道150號以引道相連，並與南側的鄉道彰183線、縣道152號、省道台1線以溪州連絡道相連。由此可快速前往國道1號沿線各地。
縣道145號（彰水路二段）是埤頭至六腳鄉港尾寮的道路，大致以北微東—南微西走向經過本地區西北部凸出部分的西側邊界地帶。由該道路向北微東可前往埤頭市區並止於縣道150號路口，向南微西轉南南東再轉南南西可前往西螺、虎尾、土庫、元長等地。
縣道152號（溪林路）是大城鄉公館至名間的道路，大致以西微南—東微北走向經過本地區東南部凸出部分的南側邊界地帶。由該道路向西微南轉西北可前往竹塘、大城並止於省道台17線路口，向東微北轉東北再轉東可前往溪州、二水、名間並止於省道台3線路口。
鄉道彰180線（陸興路、光華路）是斗六甲至新莊的道路，其西側端點位於斗六甲聚落北郊的鄉道彰185線路口。由此向東南轉南南西至光華路路口，轉東南東再轉東微北，出境後可前往溪墘厝與新庄子交界地帶、新庄子並止於鄉道彰183線路口。
鄉道彰184線（上四戶至斗六甲無名道路、嘉興路、福德路底斜對面延伸道路、福德路）是四戶子至溪墘厝的道路，其西側端點位於本地區西北部凸出部分西側邊界外緣的彰水路二段（縣道145號）135號清華合板公司旁丁字路口。由此向東蜿蜒而行，順路轉南再轉東南東，至彰185線路口轉南南西與其共線約80公尺後轉東南東獨行，至陸興路路口轉斜角向東南之福德路，順路轉東再轉東南蜿蜒而行，其後轉東出境，可前往溪墘厝北部西側凸出部分、溪墘厝與新庄子交界地帶並止於縣道152號路口。
鄉道彰185線（嘉興路、中華路）是芙朝至路口厝的道路，大致以北北東—南南西走向到達本地區東北角後，沿北部邊界行一小段後入境蜿蜒而行，經鄉道彰180線起點路口後，於斗六甲聚落西北側經鄉道彰184線右側路口並與其共線約80公尺，經鄉道彰184線左側路口後獨行，於聚落西南側至本地區西南部邊界，轉南微西沿邊界行一小段路，至嘉和路路口順路轉西南西出境。由該道路向北北東可前往三塊厝與牛稠子交界地帶、牛稠子並止於鄉道彰183線路口，向西南西轉西南再轉南南西可前往路口厝並止於縣道152號路口。